# Inocenc Arnošt Bláha
Inocenc Arnošt Bláha (28. července 1879 Krasoňov – 25. dubna 1960 Brno) byl český sociolog, filosof, pedagog, psycholog, politolog a kulturolog. Jednalo se o renesančního člověka, kterého doprovázelo všestranné nadání a široký rozhled v několika vědních oborech.

## Biografie
Po absolvování gymnázia v Pelhřimově v roce 1897, začal studovat teologický seminář v Hradci Králové, ale protože se stal stoupencem katolického reformního hnutí, byl z něj vyloučen. Odešel proto na filosofickou fakultu do Vídně a po roce přešel do Prahy. Studia dovršil v Sorbonně v Paříži a stal se středoškolským profesorem, který vystřídal mnoho působišť. Učil na pražském Žižkově, v Litomyšli a v Novém Městě na Moravě.
V letech 1908-1909 si vzal studijní dovolenou, odjel do Francie a v Paříži se stal žákem Émila Durkheima, největší vědecké autority v sociologii 20. století, který byl průkopníkem sociologického pozitivismu. Doktorát z této vědecké disciplíny obhájil v Praze a vědeckou habilitaci pak získal v Brně, kde byl od roku 1924 řádným profesorem sociologie.

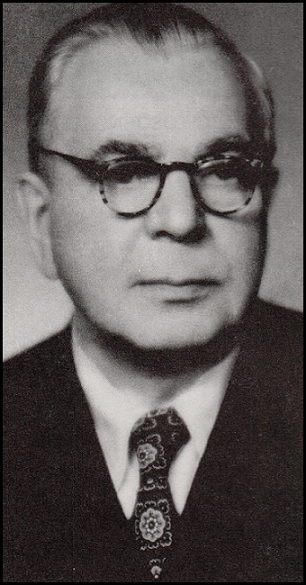
Bláha jako profesor

V letech 1931–1932 byl děkanem Filozofické fakulty Masarykovy univerzity. Byl iniciátorem vzniku Vysoké školy sociální, která v Brně fungovala v letech 1947–1948. V letech 1947–1948 byl také jejím prvním rektorem.
Nežil jenom pedagogickou prací a vědou, zabýval se i prací literární. Na počátku století vydal dvě básnické sbírky Po cestách vítězů (1902) a Ať je země písní (1903). Další poezii zveřejňoval v časopisech, pro které i překládal. Pro časopisy byl určen i jeho román Liduška a řada povídek. Jeho literární zdatnost byla znát i na jeho odborných dílech, i když jeho hlavní dílo Sociologie vyšlo až po jeho smrti v roce 1968.
Od roku 1903 byl ženatý s Eliškou Sedláčkovou (1884–1966). Syn Aleš byl významným elektrotechnikem a vysokoškolským profesorem, dcera Soňa se provdala za sociologa Antonína Obrdlíka.
Inocenc Arnošt Bláha zemřel 25. dubna 1960 v Brně.

## Sborníky
- Krásný individualism. T. G. Masarykovi k šedesátým narozeninám, 1910, 1930.

## Školitel
- Mojmír Hájek
- Antonín Obrdlík
- Juliána Obrdlíková
- Bedřich Václavek
- Bruno Zwicker